# Yeumbeul Sud
Yeumbeul Sud ist eine Gemeinde (commune) im Département Keur Massar der Metropolregion Dakar, gelegen im zentralen Westen Senegals. Alle Gemeinden des Départements sind städtische Gemeinwesen, die durch den hohen Grad der Urbanisierung untereinander und mit anderen Nachbarkommunen baulich zusammengewachsen sind.

## Geografie
Yeumbeul Sud liegt lang, schmal und unregelmäßig umgrenzt im nördlichen Zentrum des Flaschenhalses der Cap-Vert-Halbinsel. Das Stadtgebiet erstreckt sich in West-Ost-Richtung dreieinhalb Kilometer weit bei einer Breite von 300 bis 1000 Meter an einem Abschnitt der Route de Malika zwischen der grundwassergefährdeten Senke Bassin Marché Bou Bess im Westen (einschließlich) bis zu dem alten Dorf Boune (ausschließlich) im Osten. Dieses alte Dorf liegt am Ende der Route de Boune, die ihrerseits die Nordgrenze des Stadtgebiets bildet. Die Südgrenze folgt dem Verlauf der Bahnstrecke Dakar–Niger. Mit Ausnahme einiger verstreut liegenden überschwemmungsgefährdeter Senken, immerhin ist Yeumbeul Sud in den Feuchtgebieten der Niayes gelegen, ist das Stadtgebiet fast vollständig bebaut und außerordentlich dicht besiedelt.
Das Stadtgebiet hat eine Fläche von 2,611 km². Benachbart sind im Uhrzeigersinn Yeumbeul Nord im Norden, Keur Massar Nord im Osten, Diamaguène-Sicap Mbao im Süden, Thiaroye Gare und Djidah Thiaroye Kao im Südwesten sowie im Nordwesten die Stadtbezirke Médina Gounass und Wakhinane Nimzatt der Nachbarstadt Guédiawaye.

## Geschichte
Yeumbeul war ursprünglich ein Nachbarort von Pikine und ging mit anderen Nachbarorten 1996, geteilt in die Stadtbezirke (commune d'arrondissement) Yeumbeul Nord und Yeumbeul Sud und organisatorisch unterstellt dem Arrondissement des Niayes, in der Ville de Pikine auf. Angetrieben wurden diese Eingliederungen durch die von der Hauptstadt Dakar ausgehende und über Jahrzehnte hinweg sich immer mehr in den Osten der Hauptstadtregion ausbreitende und verdichtende Urbanisierung. Dank dieser Eingliederungen galt Pikine bei der Volkszählung 2013 noch vor der Hauptstadt Dakar als größte Stadt Senegals. Im Jahr 2014 erhielt Yeumbeul Sud, wie in Senegal alle communes d'arrondissement, den landesweit einheitlichen Status einer Gemeinde (commune).
Die immer dichter werdende Bebauung machte das von Senken und Feuchtgebieten durchzogene Stadtgebiet zunehmend anfälliger für schwere Überschwemmungen nach Starkregenereignissen. Diese traten seit 2005 mehrfach auf, und Tausende von Bewohnern mussten aus gefährdeten Zonen ausgesiedelt werden. Als es im September 2020 in weiten Teilen der nördlichen Stadtbezirke Pikines erneut zu katastrophalen Überschwemmungen kam, nahm der Präsident der Republik Macky Sall dies zum Anlass, das schwer betroffene Arrondissement des Niayes mit dem Décret n°2021-687 vom 28. Mai 2021 aus dem Département Pikine auszugliedern und daraus das Département de Keur Massar zu bilden. Zugleich wurden die von der Neubildung des Départements betroffenen Gemeinden aus der Großstadt Ville de Pikine ausgegliedert, die damit ihren Status als Millionenstadt verlor.

## Bevölkerung
Die letzten Volkszählungen ergaben für das Stadtgebiet jeweils folgende Einwohnerzahlen:
| Jahr | Einwohner |
| ---- | --------- |
| 1988 | …         |
| 2002 | 80.439    |
| 2013 | 96.956    |
| 2023 | 108.069   |

## Verkehr
Yeumbeul Sud liegt nördlich der Verkehrsachsen der Cap-Vert-Halbinsel, auf denen der West-Ost-Verkehr zwischen der Metropole Dakar und dem Rest des Landes fließt. Diesem Verkehr dienen die Nationalstraße N 1, ferner die Bahnstrecke Dakar–Niger und die mautpflichtige Autoroute 1.
In Yeumbeul Sud selbst dient die Route de Malika als Hauptverkehrsachse. Sie kommt aus Südwesten vom Gare de Thiaroye und führt weiter durch Yeumbeul Nord nach Malika im Nordosten. Mit der Anschlussstelle 7 der Autoroute 1 hat das Stadtgebiet über die Route de Malika eine schnelle Verbindung in Westrichtung mit der Hauptstadt Dakar und in Ostrichtung verbindet ihn die Route de Boune über die Anschlussstelle 8 mit dem neuen internationalen Flughafen Dakar-Blaise Diagne.